# Liste der denkmalgeschützten Objekte in Heiligenkreuz am Waasen
Die Liste der denkmalgeschützten Objekte in Heiligenkreuz am Waasen enthält die 12 denkmalgeschützten, unbeweglichen Objekte der Gemeinde Heiligenkreuz am Waasen im steirischen Bezirk Leibnitz.

## Denkmäler
| Foto |                 | Denkmal                                                                        | Standort                                                                 | Beschreibung | Metadaten |
| ---- | --------------- | ------------------------------------------------------------------------------ | ------------------------------------------------------------------------ | --- | --- |
| ja   | Datei hochladen | Ortskapelle HERIS-ID: 68900 Objekt-ID: 81938                                   | Großfelgitsch 28 Standort KG: Felgitsch                                  | | BDA-Hist.: Q38120908 Status: § 2a Stand der BDA-Liste: 2025-06-30 Name: Ortskapelle GstNr.: .140/51 |
| ja   | Datei hochladen | Kalvarienberg/Kreuzweg HERIS-ID: 68939 Objekt-ID: 81977                        | bei Kalvarienbergstraße 24 Standort KG: Heiligenkreuz am Waasen          | | BDA-Hist.: Q38121032 Status: § 2a Stand der BDA-Liste: 2025-06-30 Name: Kalvarienberg/Kreuzweg GstNr.: 1381                                                                                              |
| ja   | Datei hochladen | Kalvarienbergkirche Zur Schmerzhaften Mutter HERIS-ID: 51521 Objekt-ID: 57191  | bei Kalvarienbergstraße 24 Standort KG: Heiligenkreuz am Waasen          | Die Kalvarienbergkirche in Heiligenkreuz am Waasen steht westlich über dem Ortszentrum. Das 1756 errichtete, einschiffige Bauwerk ist der Schmerzhaften Mutter geweiht. | BDA-Hist.: Q38045655 Status: § 2a Stand der BDA-Liste: 2025-06-30 Name: Kalvarienbergkirche Zur Schmerzhaften Mutter GstNr.: .164 Kalvarienbergkirche Zur Schmerzhaften Mutter (Heiligenkreuz am Waasen) |
| ja   | Datei hochladen | Kalvarienberg, Stationskapelle mit hl. Petrus HERIS-ID: 68938 Objekt-ID: 81976 | bei Kalvarienbergstraße 24 Standort KG: Heiligenkreuz am Waasen          | | BDA-Hist.: Q38121021 Status: § 2a Stand der BDA-Liste: 2025-06-30 Name: Kalvarienberg, Stationskapelle mit hl. Petrus GstNr.: 1381                                                                       |
| ja   | Datei hochladen | Kath. Pfarrkirche hl. Kreuz HERIS-ID: 51522 Objekt-ID: 57192                   | Marktplatz 5 Standort KG: Heiligenkreuz am Waasen                        | Die Pfarrkirche entstand in mehreren Bauphasen. Vom spätgotischen Bau ist noch der Chor erhalten, der heute als östliche Seitenkapelle dient. Der viergeschoßige Westturm wurde im Jahr 1746 angebaut. Von 1891 bis 1894 erfolgte dann ein großer Umbau im Stil der Neorenaissance, bei dem in Nord-Süd-Richtung ein geräumiges Langhaus errichtet wurde. Der prächtige Hochaltar mit zahlreichen Figuren stammt aus der Mitte des 17. Jahrhunderts.                  | BDA-Hist.: Q38045667 Status: § 2a Stand der BDA-Liste: 2025-06-30 Name: Kath. Pfarrkirche hl. Kreuz GstNr.: .114 Holy Cross Church (Heiligenkreuz am Waasen)                                             |
| ja   | Datei hochladen | Pfarrhof und Portal zum Kirchhof HERIS-ID: 51519 Objekt-ID: 57189              | Marktplatz 7 Standort KG: Heiligenkreuz am Waasen                        | Der dreigeschoßige Pfarrhof ist mit 1790 bezeichnet. | BDA-Hist.: Q38045633 Status: § 2a Stand der BDA-Liste: 2025-06-30 Name: Pfarrhof und Portal zum Kirchhof GstNr.: 912, 910/2 Rectory Heiligenkreuz am Waasen                                              |
| BW   | Datei hochladen | Prähistorische Siedlung Farching HERIS-ID: 11887 Objekt-ID: 8007               | Farching Standort KG: St. Ulrich am Waasen                               | Die prähistorische Siedlung nordwestlich der Ortschaft wurde noch nicht ergraben. | BDA-Hist.: Q38115561 Status: Bescheid Stand der BDA-Liste: 2025-06-30 Name: Prähistorische Siedlung Farching GstNr.: 737/2                                                                               |
| ja   | Datei hochladen | Bildstock HERIS-ID: 69828 Objekt-ID: 82917                                     | bei Sankt Ulrich am Waasen 34 Standort KG: St. Ulrich am Waasen          | | BDA-Hist.: Q38123217 Status: § 2a Stand der BDA-Liste: 2025-06-30 Name: Bildstock GstNr.: 1 |
| ja   | Datei hochladen | Bildstock Ulrichsbrunnen HERIS-ID: 69837 Objekt-ID: 82926seit 2019             | bei Sankt Ulrich am Waasen 73 Standort KG: St. Ulrich am Waasen          | | BDA-Hist.: Q105646517 Status: Bescheid Stand der BDA-Liste: 2025-06-30 Name: Bildstock Ulrichsbrunnen GstNr.: 35                                                                                         |
| ja   | Datei hochladen | Schloss Waasen HERIS-ID: 41624 Objekt-ID: 42153                                | Schloss Waasen 1 Standort KG: St. Ulrich am Waasen                       | Schloss Waasen entstand im 17. Jahrhundert durch Ausbau einer Wehranlage aus dem 12. Jahrhundert. Es ist ein dreigeschoßiger Viereckbau um einen fast quadratischen Arkadenhof. Der Torturm scheint der ehemalige Bergfried zu sein, der im Lauf der Jahrhunderte aber immer wieder verändert und umgebaut wurde, zuletzt im 18. Jahrhundert, wo ihm die heutige Haube aufgesetzt wurde. Das Hauptgebäude ist mit den Nebengebäuden durch eine Zinnenmauer verbunden. | BDA-Hist.: Q38001859 Status: Bescheid Stand der BDA-Liste: 2025-06-30 Name: Schloss Waasen GstNr.: 686 Schloss Waasen                                                                                    |
| ja   | Datei hochladen | Kath. Filialkirche hl. Ulrich und Friedhof HERIS-ID: 51884 Objekt-ID: 57699    | Sankt Ulrich am Waasen 34, in der Nähe Standort KG: St. Ulrich am Waasen | Die Kirche zum heiligen Ulrich ist ein im Kern gotischer Bau, an den östlich der Friedhof anschließt. St. Ulrich ist heute eine Filialkirche der Pfarre Heiligenkreuz am Waasen. | BDA-Hist.: Q38048040 Status: § 2a Stand der BDA-Liste: 2025-06-30 Name: Kath. Filialkirche hl. Ulrich und Friedhof GstNr.: .50, 1 Kath. Filialkirche hl. Ulrich (Heiligenkreuz am Waasen)                |
| ja   | Datei hochladen | Friedhofskapelle, Palmweihkapelle HERIS-ID: 69830 Objekt-ID: 82919             | Standort KG: St. Ulrich am Waasen                                        | | BDA-Hist.: Q38123224 Status: § 2a Stand der BDA-Liste: 2025-06-30 Name: Friedhofskapelle, Palmweihkapelle GstNr.: 1                                                                                      |